# Wiener Schule (Entwicklungspsychologie)
Die Wiener Schule der Entwicklungspsychologie war ein Zentrum der kinder- und jugendpsychologischen Forschung, die am Wiener Psychologischen Institut in großer thematischer Breite und methodischer Vielfalt von 1922 bis 1938 betrieben wurde.

## Geschichte
Mit der Berufung Karl Bühlers 1922 begann die Arbeit, zu der im Folgejahr seine in Dresden bereits habilitierte Ehefrau Charlotte Bühler kam. Mit dem Universitätsinstitut wurde eine städtische Einrichtung verbunden, das experimentalpsychologische Laboratorium, das der Lehrerausbildung im Pädagogischen Institut im „roten“, d. h. sozialdemokratisch regierten Wien zugeordnet war. Der die Arbeit fördernde Schulpolitiker war Otto Glöckel. Charlotte Bühler, die 1929 zur außerordentlichen Professorin berufen wurde, gründete 1935 ein eigenes Kinderpsychologisches Institut. Der Einmarsch Hitlers in Österreich 1938 und die Verhaftung Bühlers beendeten die Arbeit aufgrund der ehemals linken Protektion und aus Antisemitismus.
Methodisch neu war die Übertragung von tierpsychologischen Beobachtungsmethoden an Affen von Wolfgang Köhler auf Kinder, die über 24 Stunden beobachtet und protokolliert wurden. Dazu wurden die städtische „Kinderübernahmestelle“, eine Quarantänestation, und das Zentralkinderheim (heute Charlotte-Bühler-Heim) genutzt. Später wurden die Analogien zwischen Tieren und Kindern allerdings selbstkritisch relativiert. Die Beobachtung und Erforschung des Verhaltens von Kindern in alltäglichen Situationen förderte die praxisbezogene Forschung. Durch die Verelendung nach dem Ersten Weltkrieg waren besonders die Jugendprobleme stark angewachsen. Charlotte Bühler war 1924/25 für zehn Monate in den USA, um die Beobachtungsmethoden des Behaviorismus zu studieren, die dann in Wien nachgeahmt wurden. Doch hielt die Wiener Schule am Entwicklungsgedanken fest, der den nur streng empirisch arbeitenden Behavioristen zu spekulativ war. Auf der anderen Seite hielt die Schule Distanz zur Wiener Psychoanalyse um Sigmund Freud (an der Medizinischen Fakultät), auch wenn dort gleichzeitig die Idee (Anna Freud, Hermine Hug-Helmuth) aufkam, Aufzeichnungen von Kindern wie Tagebücher wissenschaftlich auszuwerten. Wohl besuchten viele Wiener Studierende Veranstaltungen beider Richtungen und versuchten später Synthesen (Hans Leo Kreitler). Karl Raimund Popper promovierte am Institut, der die Psychoanalyse scharf ablehnte.
Assistenten waren Helmut Bo(c)ksch, ab 1929 Egon Brunswik. Über Charlotte Bühlers Kontakte nach den USA (Arnold Gesell, Edward Tolman) gelang eine Förderung durch die Rockefeller-Foundation. Wichtige Forscher wurden Paul Lazarsfeld, Else Frenkel, Hildegard Hetzer, Lotte Schenk-Danzinger. Entwickelt wurden z. B. ganzheitliche Schulreifetests. Die bisherigen Tests der Intelligenz wurden als zu abhängig von sozialen und sprachlichen, auch kulturellen Voraussetzungen kritisiert. Auch wurden Tests für unter Vierjährige entwickelt, um aufgrund des erreichten Entwicklungsalters Prognosen zu erstellen. Bekannt wurden sie als Bühler-Hetzer-Test, deren Nutzung in der späteren Euthanasie einen Missbrauch darstellte. Mitte der 1930er Jahre kam auch die Erforschung ganzer Lebensläufe (Biografieforschung) in den Blick, was etwa ein „erfülltes Leben“ bedeuten kann. Von hier führte ein Weg später in die Humanistische Psychologie.
1929 fand der 11. Kongress der Gesellschaft für Experimentelle Psychologie in Wien statt, wo sie sich in Deutsche Gesellschaft für Psychologie umbenannte.

## Einzelbelege
1. ↑  Lieselotte Ahnert: Charlotte Bühler und die Entwicklungspsychologie. Vandenhoeck & Ruprecht, 2015, ISBN 978-3-8470-0430-1 (google.de [abgerufen am 29. Mai 2020]).